# Nils Hansson (ingenjör)
Nils Gustav Teodor Hansson, född 24 juli 1931 i Husaby församling, Skaraborgs län, död 9 januari 2016 i Karlskrona, var en svensk väg- och vattenbyggnadsingenjör och skolledare.
Hansson, som var son till kyrkogårdsarbetare Justus Hansson och Rut Thorén, utexaminerades från Chalmers tekniska högskola 1954, blev assistent där 1955, adjunkt vid tekniska gymnasiet i Karlskrona 1957, lektor i byggnadsteknik och ritteknik 1958 samt rektor där från 1963. Han var expert i gymnasieutredningen och 1960 års lärarutbildningssakkunniga, styrelseledamot i Tekniska läroverkens lärarförbund 1961–1965, vice ordförande i Högerns ungdomsförbund 1959–1961, ledamot av drätselkammaren i Karlskrona stad 1962–1963, av skolstyrelsen 1959–1963 och av centrala byggnadskommittén sed 1963. Han skrev artiklar om skatte- och utbildningsfrågor i dags- och fackpress. Han tilldelades John Ericsonmedaljen 1954.